# ژن پیوندی

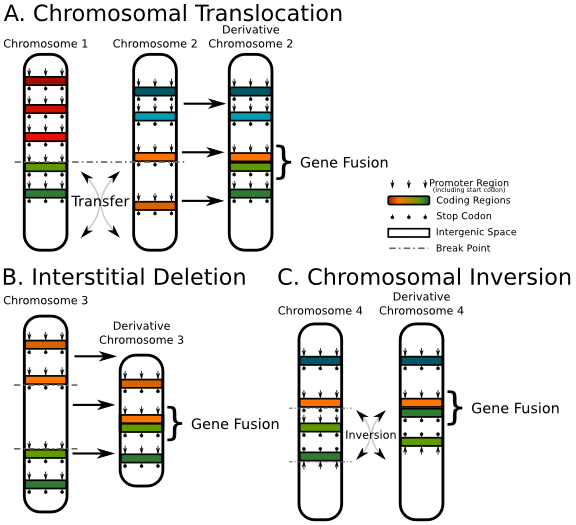

ژن پیوندی یا ژن دورگه (به انگلیسی: Fusion gene) به ژنی گفته می‌شود که از آمیختگی دو ژن جداگانه پدید آمده باشد.
ناهنجاری‌های فام‌تنی(کروموزومی) می‌توانند یکی از دلیل‌های پدید آمدن ژن‌های پیوندی باشند. در بسیاری از موارد ژن‌های پیوندی غده‌زا می‌شوند.
فرآورده‌هایی که از ژن‌های پیوندی غده‌زا پدید می‌آیند، می‌توانند کارآیی تازهٔ دیگری، متفاوت با کارآیی فرآورده‌های ژن‌های نخستین، به وجود آورند.
برخی از ناهنجاری‌های فام‌تنی و ژن‌های پیوندی پدیدآمده از آن‌ها در آسیب‌شناسی و تشخیص سرطان (چنگار) کارآیی دارند. 